# Сельская Богородская улица
Се́льская Богоро́дская — улица в Калининском районе города Уфы, названная по историческому селу Богородскому, переименованному в 1931 в Моторное. Расположена в жилом районе Инорс и историческом районе города — Черниковке.
По улице расположены: стадион Гастелло (возле парка Гастелло), памятник Гастелло в сквере Гастелло, памятник «Машина времени» и памятник-истребитель Су-27 в сквере Моторостроителей, Дом культуры имени М. И. Калинина, а также трамвайное кольцо «Стадион Гастелло».

## Описание
Пролегает с запада на восток — от перекрёстка улиц Седова и Маршала Жукова, возле Лихачёвской излучины — до перекрёстка с улицей Валерия Лесунова, где поворачивает на север, до путепровода Гастелло, соединяясь с Вологодской улицей.
На участке от улицы Валерия Лесунова до Вологодской, восточнее расположена жилая застройка — микрорайон Гастелло, западнее — промзона — территория Уфимского моторостроительного производственного объединения — одного из самых крупных градообразующих предприятий Уфы, и которому обязан Инорс своим появлением.

## История
Первоначальное название, с 1944 года — улица Александра Матросова — в честь Героя Советского Союза Александра Матросова. После объединения Черниковска и Уфы в 1956 году были переименованы улицы, названия которых дублировались — в Новой Уфе улица Матросова возле Театрального сада была переименована ещё в 1943 году — поэтому улица возле промзоны Уфимского моторного завода стала называться Промышленной.
Решением № 14/6 Президиума Уфимского городского совета от 7 октября 1992 года переименована в память о селе Богородском. Ранее, до 1920, Революционная улица в Новой Уфе именовалась Богородской, а Токарная — Малой Богородской. Тем самым, переименование улицы исправило историческую несправедливость, а также сохранило имя села в исторической памяти уфимцев.

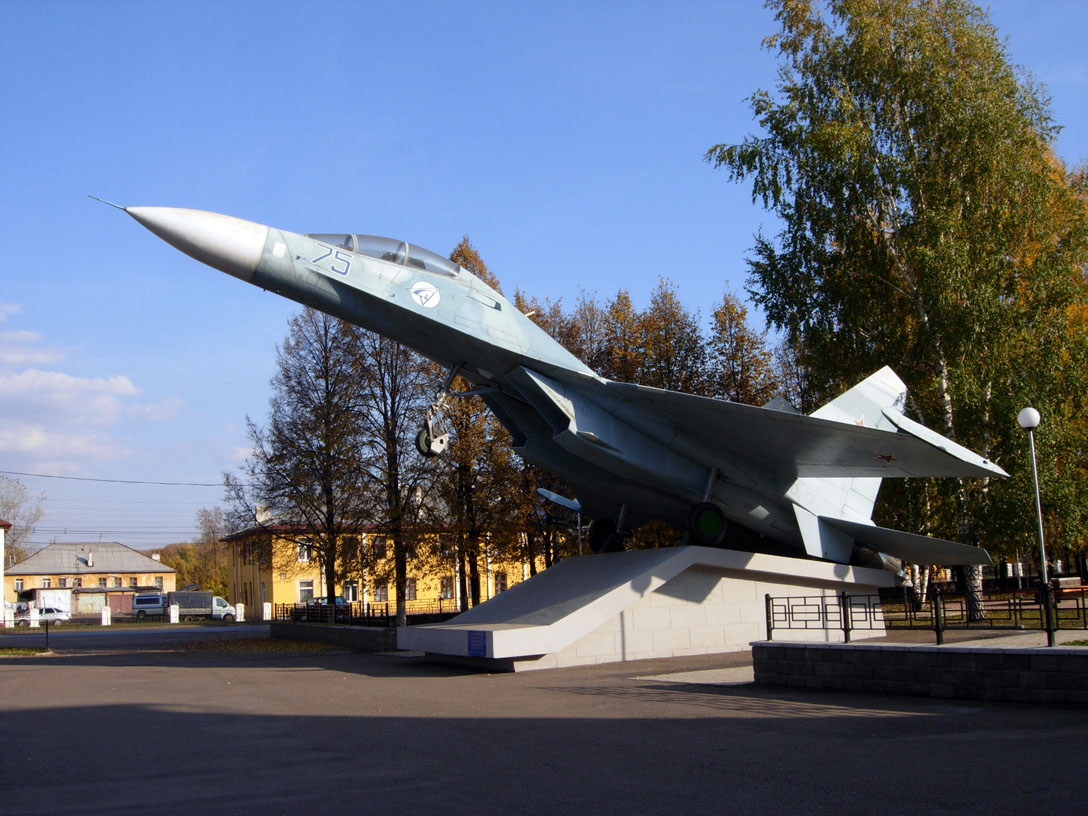
Истребитель Су-27 перед заводом УМПО

В конце 1980-х годов из-за плохого состояния на участке от Инорса до микрорайона Сипайлово улица получила в народе название Пьяной дороги.